# إصابة الرأس
إصابة الرأس (بالإنجليزية: Head injury)‏ هي أي إصابة تصيب الجمجمة أو الدماغ يمكن إدراجها تحت هذا التصنيف. إصابات الدماغ يمكن يستخدم لها مصطلح إصابة دماغية رضحية لكن المصطلحين يستخدمان لوصف ذات الحالات أحيانا. يمكن تصنيف إصابة الرأس إلى الإصابات العصبية، نزف الدم، إصابات الأوعية الدموية، إصابات الأعصاب القحفية، ورم الرطب تحت الجافية وأنواع عديدة أخرى. كما يمكن تصنيف هذه الإصابات أيضاً إلى إصابات الرأس المفتوحة والمغلقة وهذا يعتمد على فيما إذا كانت الجمجمة مكسورة أم لا. لأن إصابات الرأس تغطي نطاق واسع من الإصابات، فإن لها أسباب عديدة منها: الحوادث، السقوط، الاعتداءات الجسدية أو الحوادث المرورية. إن معظم هذه الإصابات قد يكون بسيطاً، ولكن بعضها قد يكون شديداً لدرجة تتطلب إدخال المريض للعلاج بالمستشفى.
في الولايات المتحدة الأمريكية يقدر عدد إصابات الرأس بحوالي 1.7 مليون في كل عام. حوالي 3% من هذه الحوادث تؤدي إلى الوفاة. تكون نسبة الإصابة عند البالغين أكثر من أي فئة عمرية أخرى، وغالباً ما تكون بسبب إصابته بالسقوط، حوادث السيارات، الاصطدام، الارتطام بجسم أو بسبب الاعتداءات. أما الأطفال فتكون إصاباتهم بسبب السقوط العرضي أو لأسباب مقصودة (مثل تعرضهم للضرب). وتحدث إصابات الرأس عادةً عند الأطفال الصغار أثناء تعلمهم المشي، وتعتبر صدمات الرأس من الأسباب الشائعة لإدخالهم للمستشفى.
على العكس من إصابات كسر العظام التي تكون فيها الإصابة واضحة فإن صدمات الرأس قد تكون واضحة أو غير واضحة، ففي حالة إصابة الرأس المفتوح تتعرض الجمجمة إلى الكسر بواسطة جسم يسبب التماس مع الدماغ وهذا يقود إلى النزيف، وهناك أعراض أخرى واضحة قد تكون ذات أسباب عصبية في طبيعتها كشعور الشخص بالنعاس، تصرفه بشكل غير طبيعي، فقدانه للوعي، التقيؤ، وشعوره بصداع شديد. أو عدم قدرته على تحريك أجزاء معينة من جسمه. إن هذه الأعراض قد تحدث مباشرة بعد حدوث الإصابة لكن العديد من المشاكل قد تحدث فيما بعد. مرض الزهايمر على سبيل المثال قد يصيب شخصاً تعرض إلى إصابة في الرأس في فترة من حياته.

## التصنيف
تتضمن إصابات الرأس الدماغ وأجزاء أخرى من الرأس مثل فروة الرأس والجمجمة. تكون إصابات الرأس إما مفتوحة أو مغلقة. تصنف الإصابة كإصابة مغلقة عندما تبقى الأم الجافية سليمة، ويمكن أن تكون الجمجمة مكسورة في الإصابة المغلقة ولكن هذا ليس ضرورياً. تحدث إصابة الرأس المفتوحة عندما يخترق جسم ما الجمجمة ويؤدي إلى حدوث فجوة في الأم الجافية. وقد تكون إصابات الرأس منتشرة، أي أنها تحدث على مساحة واسعة من الرأس، أو تكون الإصابة متركزة في مساحة صغيرة محددة.تسبب إصابة الرأس كسوراً في الجمجمة، ويمكن أن تكون هذه الكسور غير مرتبطة بإصابة الدماغ. وتكون هذه الكسور إما خطية أو منخفضة.إذا تسببت الإصابة بحدوث نزف داخل القحف، يؤدي الورم الدموي إلى حدوث ضغط على الدماغ. ويتضمن هذا النزف أنواع عديدة مثل: نزيف تحت الجافية، نزيف تحت العنكبوتية، نزيف خارج الجافية، والنزيف المتني. وفي هذه الحالات نقوم بعمل جراحة حج القحف لتقليل الضغط على الدماغ بإخراج الدم.
تكون إصابة الدماغ في مكان الضربة نفسه، أو في الجهة المقابلة من الجمجمة بسبب تأثير رجوع الضربة (التأثير على الرأس الذي يؤدي إلى حركة الدماغ داخل الجمجمة بحيث تكون الحركة بالاتجاه الأمامي للجمجمة مقابل الإصابة).تتفاقم الإصابة إذا تحرك الرأس بعد الضربة، لأن هذه الحركة تؤدي إلى ارتداد الدماغ داخل الجمجمة عدة مرات، مما يؤدي إلى حدوث ضربات إضافية، ويمكن أن يبقى الدماغ ثابتاً (بسبب القصور) ولكنه يتعرض للضرب بتحريك الجمجمة (تعتبر هاتين الحالتين من إصابات رجوع الضربة).

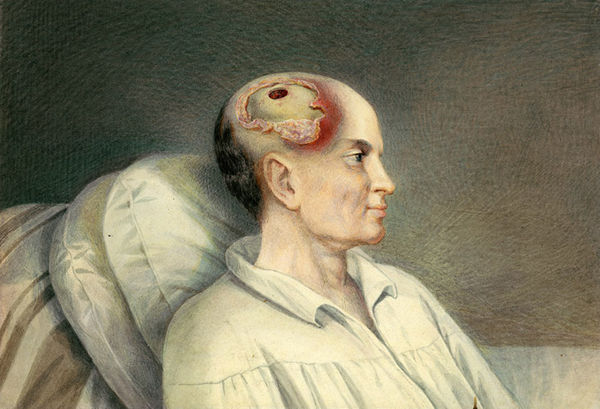
باتريك هيوز، من متطوعي نيويورك، أصيب في معركة أنتيتام في 17 سبتمبر 1862.

تشمل إصابات الرأس إصابات محددة منها:
- كسر الجمجمة.
- تمزق فروة الرأس ونزيف في الجلد.
- ورم دموي تحت الجافية الناتج عن الإصابة، وهو نزيف تحت الأم الجافية، ويحدث هذا النزيف ببطء.
- ورم دموي خارج الجافية (فوق الجافية), وهو نزيف يقع بين الأم الجافية والجمجمة.
- نزف تحت العنكبوتية الناتج عن الإصابة.
- رضّ الدماغ.
- الارتجاج، ويؤدي إلى فقدان وظيفة المخ بسبب الإصابة.
- خرف ارتجاج الدماغ "punch-drunk syndrome", يحدث بسبب الإصابات المتكررة للرأس مثل الإصابات التي تحدث في الملاكمة وغيرها من الرياضات التي تتطلب الاحتكاك الجسدي.
- تؤدي الإصابات الشديدة إلى الغيبوبة أو الموت.
- متلازمة Shaken baby syndrome مجموعة من ثلاثة نتائج، وهي نزيف الشبكية، نزيف تحت الجافية وتورم الدماغ.

## الارتجاج
يطلق عليه أيضا إصابة الدماغ الرضية. ويعود هذا المصطلح إلى إصابة الرأس الخفيفة، وتحدث هذه الإصابة بسبب ضربة على الرأس، بحيث يجعل الارتجاج السلوك الجسدي والإدراكي والعاطفي للمريض غير منتظم. أعراضه: الصعوبة، التعب، الارتباك، الغثيان، عدم وضوح الرؤية، الصداع وغيرها. ارتجاج الرأس الخفيف مرتبط بمضاعفات، وتستخدم نظم الارتجاج المختلفة لقياس شدته.
ترتبط الإصابة الأشد بفقدان الذاكرة التقدمي والرجوعي (عدم القدرة على تذكر الأحداث قبل وبعد الإصابة). تتناسب مدة فقدان الذاكرة مع شدة الإصابة. في جميع الحالات، يصاب المرضى بمتلازمة ما بعد الارتجاج والتي تسبب مشاكل في الذاكرة، دوخة، تعب، غثيان، واكتئاب.ارتجاج الدماغ هي أكثر إصابات الدماغ شيوعاً عند الأطفال.

## نزف داخل القحف
تصنف أنواع نزف داخل القحف إلى مجموعتين: داخل محوري وخارج محوري. يعتبر هذا النزف من إصابات الدماغ المركزية، مما يعني أن هذا النزف يحدث في منطقة محددة ولا يؤدي إلى انتشار الضرر على مساحة واسعة.

### النزف داخل محوري
النزف الذي يحدث في داخل الدماغ نفسه، وهو النزف الدماغي. يتضمن هذا النوع نزف داخل الأنسجة: وهو النزف الذي يحدث في أنسجة الدماغ، والنزف داخل البطين وهو نزف البطينات الدماغية (خصوصاً عند الرضع). ويعتبر النزف داخل محوري أكثر خطورة وصعوبة في العلاج من النزف خارج محوري.

### النزيف خارج محوري
| نوع الورم الدموي               | نزف فوق الجافية | النزف خارج محوري/ تحت الجافية |
| ------------------------------ | --- | --- |
| الموقع                         | بين الجمجمة وبطانة العظم الخارجية للأم الجافية | بين الأم الجافية والطبقة العنكبوتية في الدماغ |
| الأوعية الدموية                | الفص الجداري الصدغي: الشريان السحائي الأوسط المنطقة الأمامية: الشريان الغربالي الامامي الناحية القذالية: الجيوب الأنفية المستعرضة والسينية القمة: الجيب السهمي العلوي | الأوردة المجتسرة وهي الأوردة التي تأتي مستعرضة للصهريج (فتحة تفصل بين العنكبوتية والأم الحنون) تجري في الجانب الأيمن من جذع الدماغ إلى الجذوع الكهفية أو الضفائرالمحدرية. |
| الأعراض (تعتمد على الشدة)      | فترة الصحو يليها فقدان الوعي | زيادة تدريجية في الصداع والارتباك. |
| ظهوره بالتصوير المقطعي المحوسب | على شكل عدسة محدبة الوجهين. | على شكل هلال. |

النزيف خارج محوري هو النزيف الذي يحدث ضمن الجمجمة ولكن يقع خارج أنسجة الدماغ، يقسم إلى ثلاثة أنواع:
- النزف فوق الجافية (النزف خارج الجافية) النزف الذي يحدث بين الأم الجافية (الغشاء الخارجي) والجمجمة، ويحدث بسبب الصدمات، وقد يحدث بسبب تمزق أحد الشرايين، ويعتبر الشريان الأوسط السحائي هو الأكثر تعرضاً للتمزق. تعتبر هذه الإصابة خطيرة جداً، لأن النزيف يحدث من نظام عالي الضغط، ويؤدي بسرعة إلى زيادة قاتلة في الضغط داخل الجمجمة. يعتبر هذا النزف هو الأقل شيوعاً بين أنواع النزف السحائي، إذ يحدث عند 1% إلى 3% من حالات إصابة الرأس.
  - يصاب المريض بفقدان للوعي، ثم فترة صحو، ثم تدهور مفاجئ بالوضع الصحي (قيء، أرق).
  - يظهر النزف في التصوير المقطعي للرأس على شكل عدسة مزدوجة التحدب.
- نزف تحت الجافية: يحدث بسبب حدوث تمزق في الأوردة Bridging veins في الفراغ تحت الجافية بين الأم الجافية والعنكبوتية في الدماغ.
  - يظهر النزف بالتصوير المقطعي للرأس على شكل هلال.
- نزف تحت العنكبوتية: هو النزيف الذي يحدث بين الطبقة العنكبوتية وطبقة الأم الحنون المحيطة بالدماغ. ومثل نزيف داخل الأنسجة، فإن نزيف العنكبوتية ينتج من صدمة أو من تمزق الأوعية الدموية المتمددة، وقد يحدث بسبب تشوه في الأوردة والشرايين. يتجمع الدم في شقوق وأثلام الدماغ، أو في صهاريج الدماغ (يتجمع غالباً في صهريج فوق السرج التركي بسبب وجود الأوعية الدموية التابعة للدائرة الشريانية الدماغية «دائرة ويلس» ونقاط تفرعها في هذا الفراغ). من أبرز مظاهر نزف تحت العنكبوتية هو الحدوث المفاجئ لصداع شديد (thunderclap headache). ويعد هذا النزف خطير جداً ويتطلب تقييم طارئ من قسم الجراحة العصبية، وفي بعض الأحيان يتطلب التدخل العاجل.

### الرضة الدماغية
هي الرضة التي تحدث في الدماغ ويحدث معظم هذه الإصابات في الفص الجبهي والصدغي للدماغ. تتضمن مضاعفات هذه الإصابة الوذمة الدماغية والانفتاق خلال الخيمة. ويهدف علاج هذه الإصابات إلى علاج الزيادة في الضغط داخل القحف. ويكون تشخيص هذه الإصابة بحذر. انتشار إصابة المحور العصبي تحدث هذه الإصابة نتيجة تسارع أو تباطؤ حركة الرأس، وليس بالضرورة أن تحدث بسبب ضربة. تتمدد المحاور العصبية وتصاب بالتلف عندما تنزلق أجزاء مختلفة الكثافة من الدماغ فوق بعضها البعض. ويختلف تشخيص هذه الإصابة باختلاف درجة الضرر.

### انتشار إصابة المحور العصبي
تحدث هذه الإصابة نتيجة تسارع أو تباطؤ حركة الرأس، وليس بالضرورة أن تحدث بسبب ضربة. تتمدد المحاور العصبية وتصاب بالتلف عندما تنزلق أجزاء مختلفة الكثافة من الدماغ فوق بعضها البعض. ويختلف تشخيص هذه الإصابة باختلاف درجة الضرر.

## العلامات والأعراض
تختلف الأعراض باختلاف الإصابة، بعض المرضى المصابون بإصابة الرأس يكونون بوضع مستقر وبعضهم الآخر تسوء حالتهم، وقد يتعرض المريض لعجز عصبي.
يعاني الأشخاص المصابون بارتجاج الدماغ من فقدان الوعي لفترة تتراوح ما بين ثوان إلى دقائق، ثم يعودون إلى وضع اليقظة الطبيعي. وقد يعاني المريض أيضاً من اضطرابات في الرؤية وعدم التوازن. تتضمن الأعراض الشائعة لإصابات الرأس: الغيبوبة، الارتباك، النعاس، تغير الشخصية، الإصابة بنوبة الصرع، الغثيان، القيء، الصداع، وحدوث فترة الصحو (وهي فترة تحسن مؤقت في حالة المريض لتتدهور حالته في وقت لاحق).
تتضمن أعراض كسر الجمجمة:
- ارتشاح السائل الدماغي الشوكي: (سائل شفاف يخرج من الأنف، الفم أو الأذن) ويدل هذا السائل بقوة على كسر قاع الجمجمة، وتمزق الأغلفة المحيطة بالدماغ والتي يمكن أن تؤدي إلى إصابات الدماغ الثانوية.
- انحراف في الرؤية، أو حدوث منخَفَض في الرأس أو الوجه، فتدل العين المنخمصة مثلاً على كسر الفك العلوي.
- تدل العين غير القادرة على الحركة، أو المنحرفة إلى جهة واحدة على أن إحدى عظام الوجه المكسورة تضغط على العصب الذي يغذي عضلات العين.
- جروح أو كدمات في الوجه أو فروة الرأس.
- كسر قاع الجمجمة وهو الكسر الذي يحدث في قاعدة الجمجمة ويكون مرتبطاً بـ battle's sign وهو نزيف تحت الجلد ويقع فوق الزائدة الحلمية، ويؤدي إلى تجمع الدم في غشاء طبلة الأذن، وارتشاح السائل الدماغي الشوكي من الأنف والتهاب الأذن الوسطى.

ولأن إصابة الرأس من الإصابات المهددة للحياة، فإن المصابين يحتاجون إلى عناية ومراقبة حتى وإن كانت إصاباتهم طفيفة ولا تظهر عليهم أي علامات أو شكاوى، وذلك لأن هؤلاء المصابين لديهم فرصة ظهور أعراض شديدة بعد حين. ويوصي الأطباء الأشخاص المشرفين على المرضى المصابين بضربة خفيفة -بعد خروجهم من المستشفى- على أن يقوموا بإيقاظ هؤلاء المصابين عدة مرات خلال الـ 12 و 24 ساعة التالية لخروجهم وذلك لتقييم وضعهم والتأكد من عدم تفاقم الأعراض لديهم.
يستخدم مقياس غلاسكو للغيبوبة لقياس درجة فقدان الوعي عند المصابين، ويعد هذا الجهاز وسيلة مفيدة لتحديد شدة الإصابة. ويمكن استخدام مقياس غلاسكو للأطفال لتحديد درجة فقدان الوعي عند الأطفال. يستخدم الأطفال خوارزمية PECRAN لإصابة الرأس عند الأطفال لتحديد مخاطر وفوائد التصوير السريري وذلك بالاعتماد على عوامل عديدة عند المريض مثل: آلية الحدوث/موقع الإصابة، عمر المريض، والدرجة التي حصلنا عليها من مقياس غلاسكو للغيبوبة.

## الأسباب
من الأسباب الشائعة لحدوث إصابة الرأس: حوادث المرور، الحوادث المنزلية والمهنية، السقوط، الاعتداءات. يعد مرض التنكس الكبدي (مرض ويلسون) مؤشراً على إصابة الرأس. وبحسب مراكز مكافحة الأمراض واتّقائها في الولايات المتحدة ((CDC فإن 32% من إصابات الدماغ الرضية (مصطلح أكثر دقة لإصابات الرأس) تحدث بسبب السقوط، 10% بسبب الاعتداءات، 16.5% بسبب ضربة بجسم، 17% بسبب حوادث المرور، و21% من الإصابات تحدث لأسباب غير معروفة. بالإضافة إلى ذلك، أشارت المراكز إلى أن أعلى معدلات الإصابة تكون عند الأطفال بعمر 0-14 عام والأشخاص البالغين بعمر 65 عام فأكثر.

## التشخيص
تعد الحاجة لتصوير الأشخاص المصابين بإصابة رأس خفيفة موضع جدل. ولكن يجب القيام مباشرة بالتصوير الطبقي بدون المادة الملونة لأي شخص تعرض لإصابة رأس متوسطة أو شديدة. ويمكن إجراء التصوير بالرنين المغناطيسي أيضاً. أصبح التصوير المقطعي المحوسب وسيلة مختارة لتشخيص صدمات الرأس وذلك لما يتميز به من الدقة، الواقعية، الأمان، بالإضافة إلى توفره الواسع. وبمجرد حدوث إصابة الرأس، يبدأ حدوث تغيرات في دوران الأوعية الدقيقة، فشل التنظيم التلقائي، الوذمة الدماغية، وإصابات المحور العصبي. وتظهر هذه الأمور على شكل تغيرات سريرية، بيوكيميائية، وإشعاعية.

## إدارة المرض
تكون معظم إصابات الرأس إصابات حميدة، وتحتاج العلاج باستخدام المسكنات فقط، مع ضرورة المراقبة الدقيقة للمضاعفات المتوقعة، مثل نزيف داخل القحف. إذا حدث تلف شديد للدماغ بسبب الإصابة، قد يكون من المفيد إجراء تقييم من قبل قسم الجراحة العصبية. يتضمن علاج الإصابات السيطرة على ارتفاع الضغط داخل القحف. ويشمل المهدئات والمسكنات وتحويل السائل النخاعي. يشمل البديل الثاني للعلاج: قطع القحف المزيل للضغط (جاغناثان وجد أن 65% من النتائج مرغوب بها في مرضى الأطفال), غيبوبة الباربيتورات (barbiturate coma), محلول ملحي مفرط التوتر، خفض الحرارة. بالرغم من وجود فوائد محتملة لجميع هذه الطرق، إلا أنه لا يوجد أي دراسة أثبتت وجود فائدة تامة لا لبس فيها.
غالباً ما يناقش الأطباء قراراً طبياً يدعم قواعد معينه كقاعدة التصوير المقطعي المحوسب الكندية أو قاعدة اورليانز the New Orleans/Charity لإصابات الرأس، وذلك لاتخاذ قرار لتحديد حاجة المريض لإجراء فحوصات تصويرية إضافية أو الاكتفاء بالمراقبة فقط. تدرس هذه القواعد بعمق بواسطة العديد من الباحثين مع مجموعات من المرضى لضمان المخاطر السلبية في هذا المجال.

## التنبؤ بسير المرض
هناك احتمالية نادرة للتعرض لنزف داخل القحف لدى الأطفال المصابين بإصابات رأس طفيفة وغير خطيرة في العام القادم بما يتمثل بحالتين لكل مليون حالة. في بعض الحالات يتعرض المصابون لاضطرابات عصبية مؤقتة تستمر من دقائق إلى ساعات. وبشكل غير متوقع، يمكن أن يحصل ورم خبيث في الدماغ عند المرضى ذوي الوضع المستقر، كما يمكن حدوث نوبات صرع ما بعد الإصابة. تتفاوت احتمالية التعافي عند الأطفال المصابين بعجز عصبي، بحيث يتعافى الأطفال المصابين بمشاكل عصبية والذين يتحسنون بشكل يومي بنسبة أكبر من الأطفال الذين يستمرون بالمرض لأشهر دون تحسن. يتعافى معظم المرضى غير المصابون بعجز عصبي بشكل كامل. أما الأشخاص الذين يتعرضون لإصابات الرأس التي تؤدي إلى فقدان الوعي لمدة ساعة أو أكثر لديهم احتمالية مضاعفة للإصابة بمرض الزهايمر في وقت لاحق.
قد ترتبط إصابة الرأس بإصابة الرقبة. ومن علامات إصابة الفقرات العنقية: وجود كدمات على الظهر أو الرقبة، ألم الرقبة، وجود ألم بالذراع. تتطلب هذه الإصابات تثبيت العنق باستخدام طوق العنق أو لوح طويل. إذا كانت نتيجة الفحص العصبي طبيعية فهذا شيء مطمئن. وقد نحتاج إلى إجراء إعادة تقييم إذا كان هناك صداع، نوبة صرع، ضعف في جهة واحدة، أو قيء مستمر.
للتقليل من الاستخدام الزائد للتصوير المقطعي المحوسب للرأس الذي يؤدي إلى حدوث نزيف داخل القحف، والذي يعرض المريض لإشعاعات لا داعي لها، ويؤدي إلى زيادة فترة المكوث في المستشفى وتكلفة العلاج، تطورت العديد من قواعد دعم القرارات السريرية لمساعدة الأطباء على تقييم أهمية إجراء تصوير لمريض مصاب بإصابة الرأس. ومن هذه القواعد: قاعدة التصوير المقطعي المحوسب الكندية، خوارزمية PECRAN لإصابة الرأس، قاعدة Orleans لإصابة الرأس، وتساعد هذه القواعد الأطباء على اتخاذ القرار المناسب باستخدام معلومات يسهل الحصول عليها.

## الوبائيات
تعتبر إصابة الرأس سبباً رئيسياً للوفاة في عدة دول.